# Mihail Iosifovici Gurevici
Mihail Iosifovici Gurevici (rusă: Михаил Иосифович Гуревич; n. 31 decembrie 1892/12 ianuarie 1893, Rubanșciina⁠(d), Q21194326⁠(d), Regiunea Kursk, Rusia – d. 25 noiembrie 1976, Leningrad, RSFS Rusă, URSS) a fost un proiectant de avioane sovietic, partener (cu Artem Mikoian) al faimosului birou de aviație militară MiG.
Născut în familia unui mecanic viticol evreu în mica municipalitate Rubanșcina (regiunea Kursk), în 1910 el a absolvit gimnaziul în Aktirka (regiunea Harkov) cu o medalie de argint și a intrat în departamentul de matematică al Universității din Harkov. După un an, pentru participarea la activități revoluționare, a fost expulzat din Universitate și din regiune și a continuat educația sa în Universitatea Montpellier, apoi s-a specializat în inginerie aeronautică la „Școala Națională Superioară de Aeronautică și Construcții Mecanice” (cunoscută astăzi sub numele de Institut supérieur de l'aéronautique et de l'espace).
În vara anului 1914 Gurevici vizita casa sa, când Primul Război Mondial izbucnise. Acesta și, mai târziu, Războiul Civil Rus au întrerupt educația sa.
În 1925 el a absolvit facultatea de aviație a Institutului Tehnologic Harkov și a lucrat ca inginer al companiei de stat „Căldură și Putere”.
În 1929 Gurevici s-a mutat în Moscova pentru a continua cariera de proiectant de avioane. În 1937 el a condus o echipă de proiectare în Biroul de Proiectare Polikarpov și după 1939 a fost viceproiectant-șef, iar după 1957 proiectant-șef în Biroul de Proiectare Mikoian-Gurevici.
Pentru proiectele sale câștigătoare, Mihail Gurevici a câștigat Premiul de Stat Stalin (1941, 1947, 1948, 1949, 1953), Ordinul Lenin (1962) și titlul de Erou al Muncii Socialiste (1957).